# Vincent Baron (théologien)
Pour les articles homonymes, voir Vincent Baron et Baron.
Vincent Baron, né à Martres le 17 mai 1604 et mort à Paris le 21 janvier 1674, est un théologien français.

## Biographie
Après des premières études à Toulouse, il y entra dans l'Ordre des Prêcheurs et fit profession le 16 mai 1622. Il devint un professeur et un prédicateur éminent et se distingua dans ses controverses avec les ministres protestants. Elu prieur du couvent de Toulouse (1639, 1649), il remplit différentes missions et se retira à Paris au couvent du noviciat général où il mourut.

## Œuvres
Vincent Baron est l'auteur d'un important traité anti-probabiliste: Theologia moralis adversus laxiores probabilistas (Paris, 1665-1666), dans la lignée des dominicains Pierre Labat et Jean Baptiste Gonet.